# Тарас Бородайкевич
Тарас Бородайкевич (нім. Taras (von) Borodajkewycz; 1 жовтня 1902, Баден-бай-Він — 3 січня 1984, Відень) — австрійський історик, націонал-соціаліст. Із 1955 року і до вимушеного виходу на пенсію 1971 року був професором економічної історії Віденського інституту світової торгівлі (нині — Віденський університет економіки і бізнесу).

## Життєпис

### Походження і молоді роки
Народився 1902 року в родині галицького службовця Володимира Бородайкевича, народженого 23 квітня 1875 року у Стрию, та його дружини Генрієти, уродженої Леве, що народилася 18 листопада 1876 року у Відні. На момент народження батько працював розробником на цісарсько-королівській залізниці, а пізніше, як видно із записів у Віденській адресній книзі Адольфа Лемана, інженером і державним службовцем безпосередньо підпорядкованих цісарсько-королівському залізничному міністерству державних залізниць, дослуживши до посади «обербанрата».
У літературі є різні твердження про місце народження Бородайкевича. Крім Бадена під Віднем, називають також українську Галичину. Згідно з його записом про народження, він з'явився на світ у віденському районі Йозефштадт і був охрещений та миропомазаний за греко-католицьким обрядом 15 листопада 1906 у Відні. Кажуть, що виростав він у Бадені поблизу Відня.
У міжвоєнний період Бородайкевич належав до католицько-національного табору, згуртованого навколо Християнсько-соціальної партії, провідної тоді правлячої партії, у якому робилися спроби поєднати католицькі та німецькі національні ідеї. Не пізніше, ніж у середині 1930-х років він потрапив під вплив нелегальної на той час в Австрії Націонал-соціалістичної німецької робітничої партії Австрії — Гітлерівського руху. Після перерваного навчання з теології та філософії у Віденському університеті Бородайкевич здобув у 1932 році диплом історика і невдовзі став асистентом історика Генріха фон Србіка. Його дисертація мала назву «Становлення особистості Константіна фон Гефлера. Внесок у духовне протистояння католицизму з німецьким мисленням у першій половині ХІХ ст.» (нім. Constantin von Höflers Werdezeit. Ein Beitrag zur geistigen Auseinandersetzung des Katholizismus mit dem deutschen Denken in der 1. Hälfte des 19. Jh.) Захистивши її, він здобув ступінь доктора.
З січня 1934 по 1945 рік був членом НСДАП, забороненої в Австрії до 1938 р., 12 червня 1938 р. написав заяву про вступ до партії і до 1 травня був прийнятий заднім числом (членський номер: 6.124.741). Був також членом студентської католицької спілки KaV Norica Wien, членом католицьких німецьких студентських об'єднань «Картельфербанд», а з 1933 року — в австрійському «Картельфербанд», що відколовся. Відразу після Другої світової війни, коли відповідні органи об'єднання змогли знову засідати, його виключили звідти за причетність до НСДАП.

### Викладацька кар'єра
1937 року за часів Федеративної держави Австрії Бородайкевич став доцентом Віденського університету. Протягом нацистської диктатури він був із 1942 до 1945 року екстраординарним професором історії в Німецькому празькому університеті.
1946 року його віднесли до категорії «дрібних правопорушників» і таким чином денацифікували. 1949 року Бородайкевич укупі з іншими визначними націонал-соціалістами взяв участь у таємній зустрічі чільних представників Австрійської народної партії з колишніми високопоставленими нацистами 28 травня 1949 року в Обервайсі (комуна Лакірхен в окрузі Гмунден), де обговорювалися умови підтримки Народної партії «колишніми». Завдяки його добрим стосункам із цією партією, а особливо з тодішнім міністром освіти Генріхом Дріммелем і пізнішим федеральним канцлером Йозефом Клаусом, який у Першій Республіці був чільним діячем антисемітської студенської спілки «Німецьке студентство», Бородайкевич у 1955 році влаштувався на кафедрі економічної історії в тодішньому Університеті світової торгівлі — нинішньому Віденському економічному університеті.
Його незмінні симпатії до націонал-соціалізму були очевидними: у своїх лекціях він неодноразово повторював неонацистські та антисемітські висловлювання, за які він став улюбленцем тодішнього у більшості правого студентства.

### Справа Бородайкевича
1956 року видання «Борець за свободу. Орган борців за свободу Австрії» зажадало звільнення Бородайкевича з посади викладача університету світової торгівлі. Починаючи з 1 грудня 1961 р. тодішній 19-річний студент, а пізніший соціал-демократичний міністр фінансів Фердинанд Лаціна записував на лекціях Бородайкевича свої політичні коментарі. Наприклад, про те, що професор прозивав Розу Люксембург «єврейською підбурювачкою мас» і хвалив промову Гітлера 15 березня 1938 року на масовому мітингу на Гельденплаці у Відні одразу після аншлюсу Австрії з Німецькою імперією.
1962 року студент юридичного факультету Гайнц Фішер, який у 2004—2016 роках був Федеральним президентом Австрії, торкнувся у соціал-демократичних газетах Arbeiter-Zeitung і Die Zukunft теми демократичного виховання в австрійських вишах, спираючись на записи Лаціни і тим самим обравши за мішень Бородайкевича через його сумнівні лекції. Щоб не завадити Лаціні завершити навчання, Фішер залишив джерело своїх звинувачень неназваним, тому записи потрапили до судді анонімними. За наслідками судової справи, порушеної Бородайкевичем за образу його честі, Фішеру присудили штраф у розмірі 4000 шилінгів (на той час це близько двох місячних зарплат службовця). Бородайкевич розцінив вирок як схвалення його поглядів і ще завзятіше проявляв їх на своїх лекціях.
1965 року пізніший засновник газети Оскар Броннер передав матеріал Лаціни своєму батькові, артисту кабаре Гергарду Броннеру. Той використав його у своїй сатиричній телепередачі Zeitventil на ORF у вигляді вигаданого інтерв'ю з Бородайкевичем, чиї «відповіді» на поставлені запитання були оригінальними цитатами професора. Оскільки передача, яка транслювалася 18 березня, зібрала велику аудиторію, антисемітські та антидемократичні вислови Бородайкевича стали відомими широкому загалу. Вигадане інтерв'ю закінчилося ганебною антисемітською заявою про творця австрійської Конституції Ганса Кельзена. Після цього у пресі з'явилися обурливі повідомлення про Бородайкевича. Справа загострилася, коли через два дні він провів прес-конференцію в університеті, на якій повторив свої висловлювання. У залі були прихильники з лав братств, які аплодували, коли Бородайкевич висловлювався в антисемітському дусі, а коли він гордо оголосив себе членом НСДАП, то знову зірвав оплески. При цьому він покликався на автономію вищої школи та свободу наукових досліджень. Вже наступного дня, а також у подальші дні відбулися демонстрації противників націонал-соціалізму та проти нього самого, які проходили під гаслом «Проти фашизму».
26 березня 1965 року на Бородайкевича перед його будинком у Відні нібито напали «три-чотири невідомі хлопці», але він не постраждав. Його син Олаф, що супроводжував батька, «зазнав пошкоджень верхньої губи легкого ступеня».
31 березня 1965 року на демонстрацію проти Бородайкевича у Першому районі Відня вийшли представники студентських організацій, колишні борці опору та профспілкові діячі. Під час зіткнення з контрдемонстрацією, влаштованою студентською організацією Австрійської партії свободи Ring Freiheitlicher Studenten (RFS) колишнього бійця опору Ернста Кірхвегера біля готеля Захер збив із ніг ударом у лице раніше судимий студент, неонацист Гюнтер Кюмель. Від отриманих травм потерпілий через два дні помер. Пізніше Кірхвегера назвали першою жертвою політичного насильства у Другій Республіці
У квітні 1965 року справу проти Фішера за образу честі було відновлено. На підставі свідчень Лаціни, який тим часом закінчив навчання, вирок проти Фішера було скасовано. Апеляцію Бородайкевича на цей рішенець було відхилено.
1971 року Бородайкевича після тривалого спротиву з боку міністра освіти Теодора Піффла-Перчевича таки примусово відправили на пенсію з повним збереженням заробітку. У наступні роки він оприлюднив іще кілька своїх текстів.